# Талибов Ельман Ельдар огли
Ельман Ельдар огли Талибов (азерб. Elman Eldar oğlu Talıbov; 2 листопада 1985, Баку) — азербайджанський гравець «Що? Де? Коли?».
У 2019 році за гідне представлення азербайджанської молоді на міжнародних інтелектуальних іграх нагороджено медаллю «Прогрес».

## Біографія
Народився Ельман Талибов 2 листопада 1985 року в місті Баку, столиці Азербайджанської РСР. Дитинство і юність провів у рідному місті. Завершивши навчання в школі, вступив на навчання в Азербайджанську державну нафтову академію, яку успішно закінчив і отримав спеціальність «робототехнік». Тривалий час працював директором з продажу в Азербайджані в організації Simbrella Group, заснованій 2007 року.
Станом на 2022 рік директор зі стратегії та аналітики у міжнародній Фінтек компанії.

## Участь у шоу «Що? Де? Коли?»
З 2006 року постійно грає в Азербайджанській версії телевізійної гри Що? Де? Коли?. Двічі кавалер «Ордена Сови». Гросмейстер клубу.
З 2011 року грає в Російській версії "Що? Де? Коли?". До 2015 року грав за команду Алеся Мухіна, з 2016 року виступає за команду Балаша Касумова.
Сім разів визнавався найкращим знавцем гри.
У фінальній грі весняної серії 2019 року (ювілейна 500 гра в історії клубу) при рахунку 5:5 залишився на раунд «Супербліц» і правильно відповів на всі три питання. За результатами цієї гри був висунутий захисником інтересів знавців Андрієм Черемісіновим на отримання призу «Кришталева сова». Кандидатуру одноголосно підтримали всі магістри (Єлизавета Овдєєнко, Віктор Сіднєв, Максим Поташев та Андрій Козлов) та Ельман Талибов став володарем «Кришталевої сови».
У фінальній грі осінньої серії 2020 року, що також закінчилася перемогою знавців, кандидатуру Талибова не висував ні Андрій Черемісінов (проголосував за Дмитра Авдєєнка), ні магістрами (Єлизавета Овдєєнко та Андрій Козлов проголосували за Балаша Касумова, Олександр Друзь та Віктор Сиднєв — за Дмитра Авдєєнка), проте, рішенням ведучого гри Ельман Талибов вдруге став володарем «Кришталевої сови»
Станом на 2022 рік зіграв у клубі 29 ігор, 20 з яких завершилися перемогою знавців. Зіграв в 11 фіналах серій (9 перемог) і в 3 фіналах року (1 перемога).
Приймає активну участь у іграх спортивної версії "Що? Де? Коли? ". Грав за бакинські команди «Yo!J», «Команда Касумова» та «Поминки по фініках». Грає за команду «Ксеп», у складі якої також беруть участь знавці, відомі по телеклубу: Григорій Алхазов, Юлія Архангельська, Микола Крапіль, Ілля Новіков, Станіслав Меремінський.

## Особисте життя
Був одружений на Гюнелі Бабаєвій, учасниці «Що? Де? Коли?». Сімейна пара розлучилася після трьох років спільного життя.
23 січня 2021 року відбулося весілля з Юлією Лазарєвою, учасницею «Що? Де? Коли?».

## Захоплення
Любить подорожі за кордон, віддає перевагу тихим місцям від популярних курортів..